# Lyžařská bouda
Lyžařská bouda (německy Skimeisterbaude) je soukromý hotel v Krkonoších nacházející se na Liščí louce v jižním svahu Liščí hory. 
Lyžařská bouda byla postavena v roce 1717 jako letní. Roku 1930 byla přestavěna a začala sloužit celoročnímu provozu. Dnešní Lyžařská bouda je de facto novou stavbou, protože bouda roku 1996 celá vyhořela a musela být postavena znovu.

## Cykloturistické spojení
Na Lyžařskou boudu se lze dostat po turistické červené ze směru od Lesní boudy popř. z druhého směru od Chalupy na Rozcestí. Na kole je možné sem dojet po krkonošské cyklotrase K1B z Černé hory respektive od Tetřevích bud.